# Unione per la Rinascita/Partito Sankarista

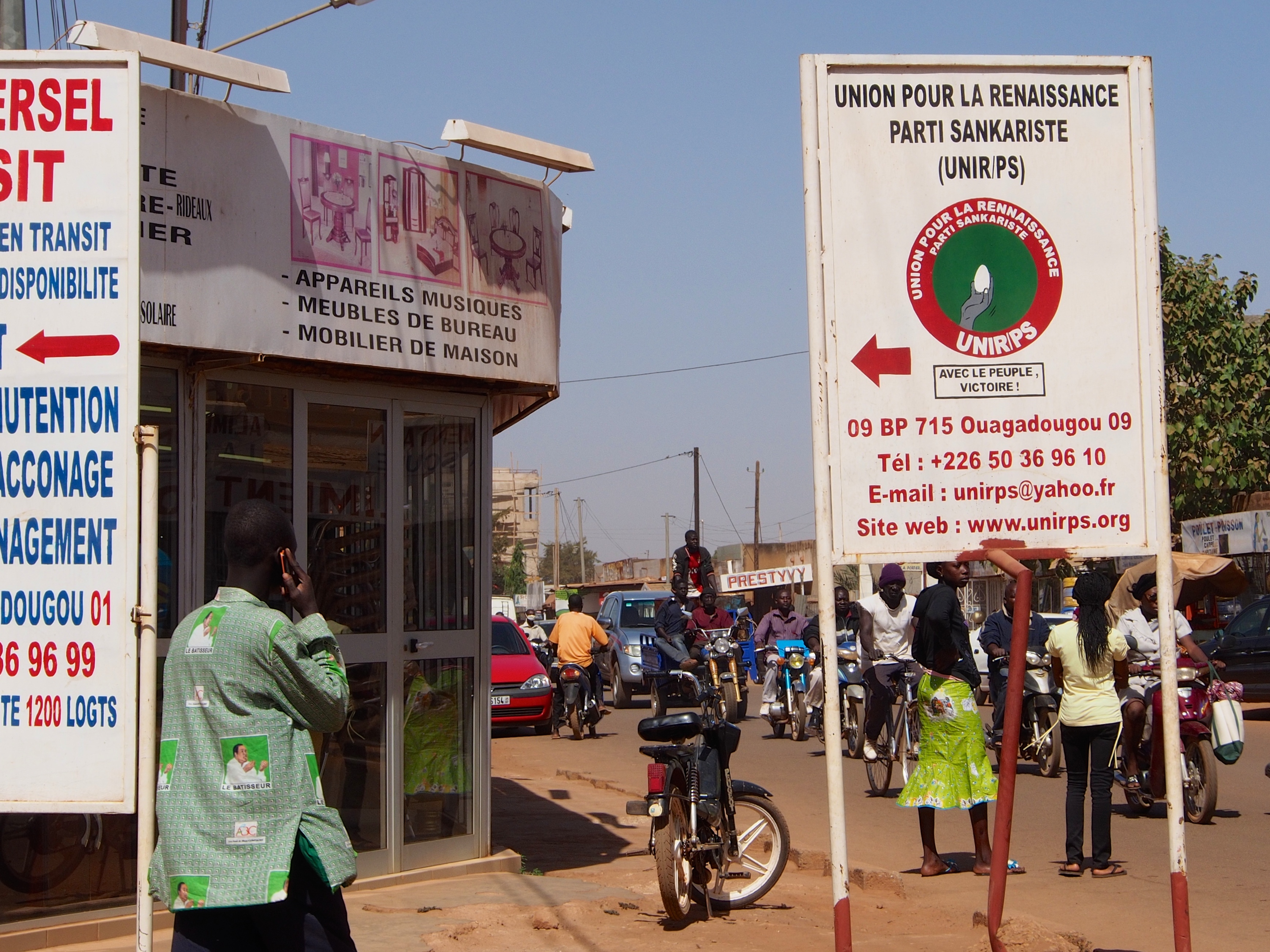
Cartello con il logo del partito

L'Unione per la Rinascita/Partito Sankarista (in francese: Union pour la Renaissance/Parti Sankariste - UNIR/PS) è un partito politico burkinabé di orientamento socialista fondato nel 2000; si richiama agli ideali di Thomas Sankara.
Originariamente chiamato Unione per la Rinascita/Movimento Sankarista, ha assunto l'odierna denominazione nel marzo 2009, a seguito della confluenza con la Convenzione Panafricana Sankarista (Convention Panafricaine Sankariste) e alcune componenti del Fronte delle Forze Sociali (Front des Forces Sociales).

## Risultati
| Elezione         | Voti    | %    | Seggi   |
| ---------------- | ------- | ---- | ------- |
| Legislative 2012 | 131.592 | 4,36 | 4 / 127 |
| Legislative 2015 | 118.469 | 3,75 | 5 / 127 |
| Legislative 2020 |         |      | 5 / 127 |